# 끌어올림
천문학에서, 끌어올림(Dredge-up) 또는 준설은 별의 대류층이 핵융합이 이미 이루어진 핵 인근의 층까지 확대되는 별의 진화 과정을 말한다. 결과적으로, 핵 융합으로 만들어진 물질들이 끌어올려져 별 대기의 바깥층과 섞이고, 이 핵종은 별의 스펙트럼에서 나타날 수 있다.
첫 번째 끌어올림은 주계열성이 적색거성의 단계에 접어들 때 발생한다.
대류의 혼합의 결과로 바깥쪽 대기는 수소 융합의 고유 스펙트럼이 바깥쪽 대기에 나타나게 된다: 즉, 12C/13C와 C/N비율은 내려가고 표면에서 리튬과 베릴륨은 감소할 것이다.

태양질량의 4 ~ 8배되는 별에게는, CNO 순환에 의한 헬륨 융합이 핵에서 끝나고, 대류층으로 올라오는데, 그것을 두 번째 끌어올림이라고 한다.
이 두 번째 끌어올림으로 표면의 12C와 16O가 줄어들면서 4He와 14N의 비율을 증가시킨다.
세 번째 끌어올림은 무거운 별이 점근거성가지에 접어들었을 때에 발생하고, 섬광 현상(flash)이 헬륨 연소 껍질을 따라 발생하게 된다. 이 과정은 헬륨, 탄소 그리고 S-과정의 결과물을 표면으로 끌어올린다. 그 결과, 탄소가 산소에 비해 크게 증가하며, 탄소별을 만들 수 있게 된다.